# Asher Zelig Genuth
Asher Zelig Genuth (n. 1882, Vișeu de Sus, România – d. 1940, Vișeu de Sus, Maramureș, România) a fost un rabin român originar din Austro-Ungaria, liderul comunității evreiești din Vișeu de Sus. Acesta a fost tatăl celebrului rabin american David L. Genuth.